# 御徒町站
御徒町站（日语：／ Okachimachi eki */?）是位於日本東京都台東區上野，屬於東日本旅客鐵道（JR東日本）京濱東北線和山手線的鐵路車站。京濱東北線的車站編號是JK 29，山手線則是JY 04。

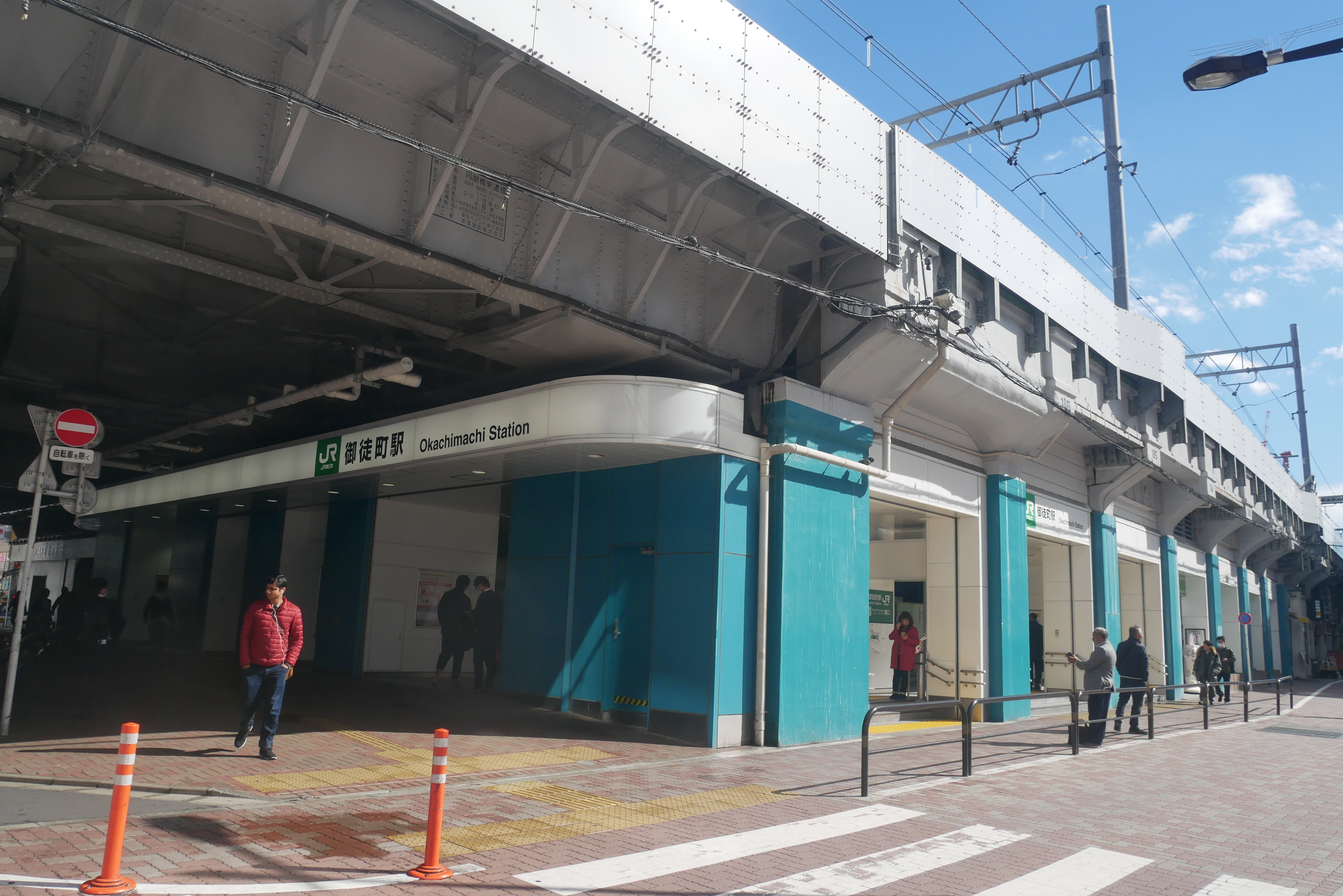
南口（2019年3月）

## 停靠路線
停靠的路線在正式軌道名稱上只有東北本線1條路線（詳詳參見路線條目與鐵道路線的名稱），列車運轉系統則有京濱東北線列車與山手線2個列車系統，旅客資訊中也不顯示「東北（本）線」。另外依據特定都區市內，本站屬於「東京都區內」與「東京山手線內」。

## 歷史
- 1925年（大正14年）11月1日：鐵道省東北本線（電車線）車站開業。
- 1949年（昭和24年）6月1日：日本國有鐵道成立。
- 1987年（昭和62年）4月1日：國鐵分割民營化，成為東日本旅客鐵道（JR東日本）車站。
- 1988年（昭和63年）3月13日：京濱東北線開始運行快速班次，午間時段不停靠本站。
- 1990年（平成2年）1月22日：車站北側高架下的春日通發生塌陷事故，造成17人受傷。
- 2001年（平成13年）11月18日：IC卡「Suica」啟用。
- 2015年（平成27年）3月14日：改點。周六假日的京濱東北線快速班次停靠本站。

### 站名由來
取自開業當時的町名（御徒町、仲御徒町）。御徒町的由來請參照御徒町。

## 車站構造
本站為島式月台2面4線的高架車站。出口有北口與南口兩處。1號線東側有三條上野東京線與回送列車使用的線路，由於設有轉轍器，上野東京線須減速通過本站。

### 月台配置
| 月台 | 路線       | 方向 | 目的地                       |
| ---- | ---------- | ---- | ---------------------------- |
| 1    | 京濱東北線 | 南行 | 秋葉原、東京、品川、橫濱方向 |
| 2    | 山手線     | 外環 | 秋葉原、東京、品川、澀谷方向 |
| 3    | 山手線     | 內環 | 上野、田端、池袋方向         |
| 4    | 京濱東北線 | 北行 | 上野、田端、大宮方向         |

（來源：JR東日本:車站構內圖 （页面存档备份，存于））

### 無障礙設備
- 電扶梯：北口 - 月台間（輪椅可使用）
- 電梯：北口・南口 - 月台間
- 附嬰兒床的廁所 - 北口、南口（女子廁所內）

### 發車音樂
| 1 | 教会の見える駅     |
| 2 | せせらぎ（鐘強調） |
| 3 | 春（強調トレモロ） |
| 4 | 春NewVer           |

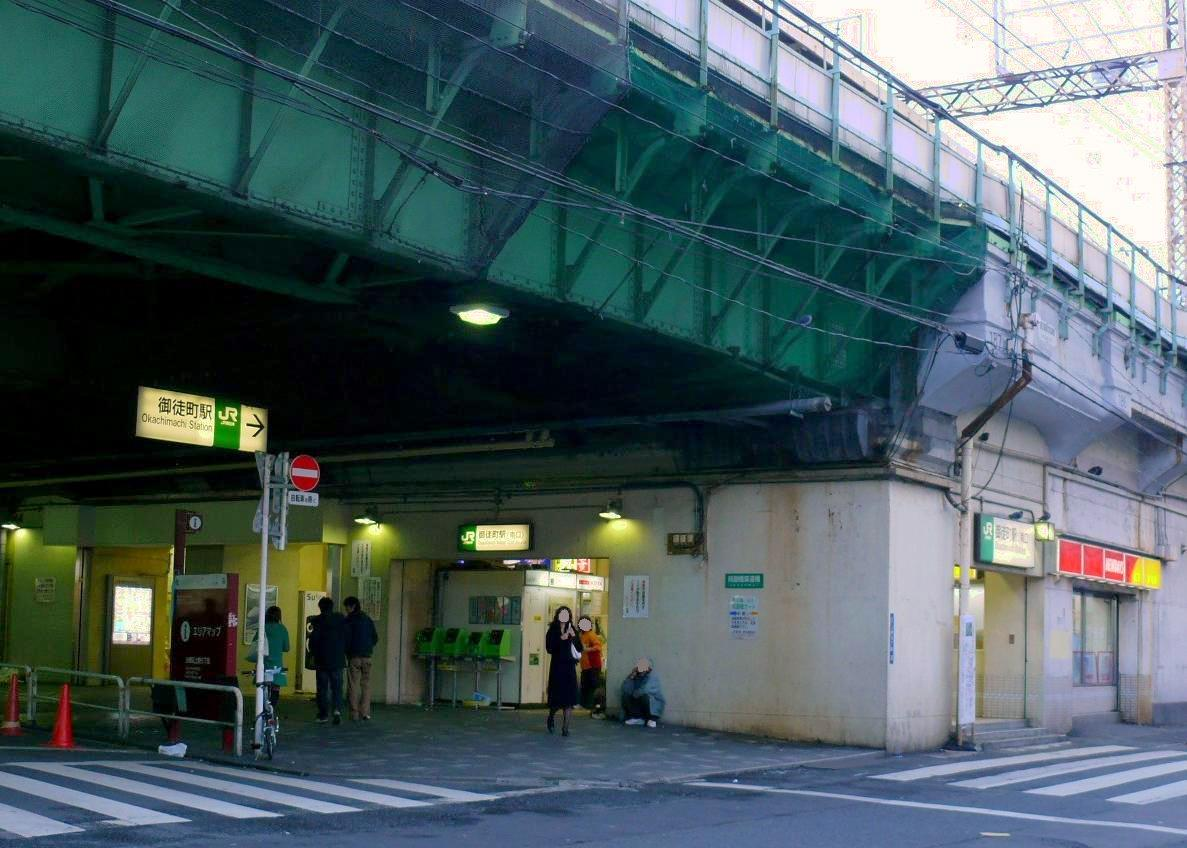
舊車站南口（2007年12月）
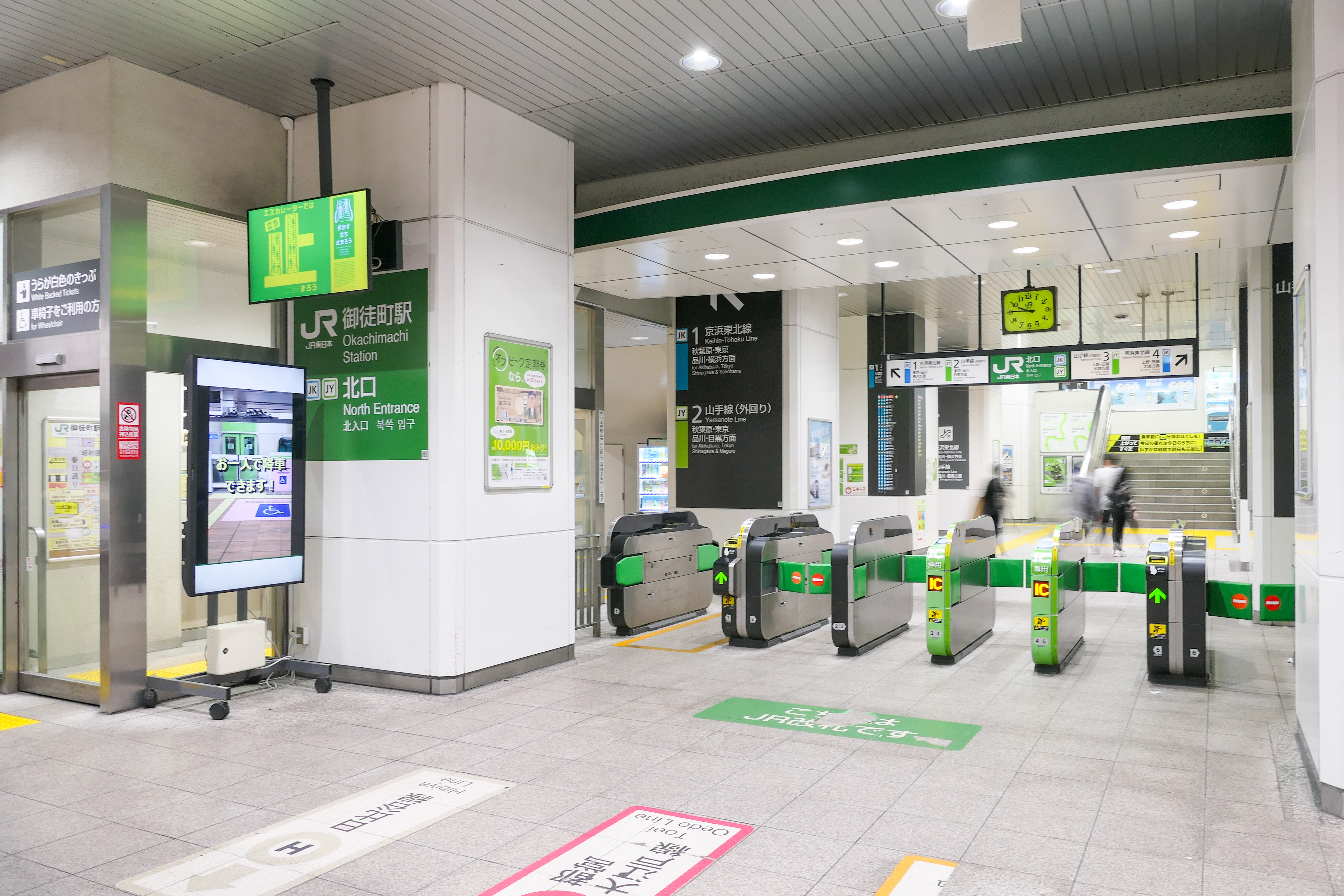
北驗票口（2024年4月）
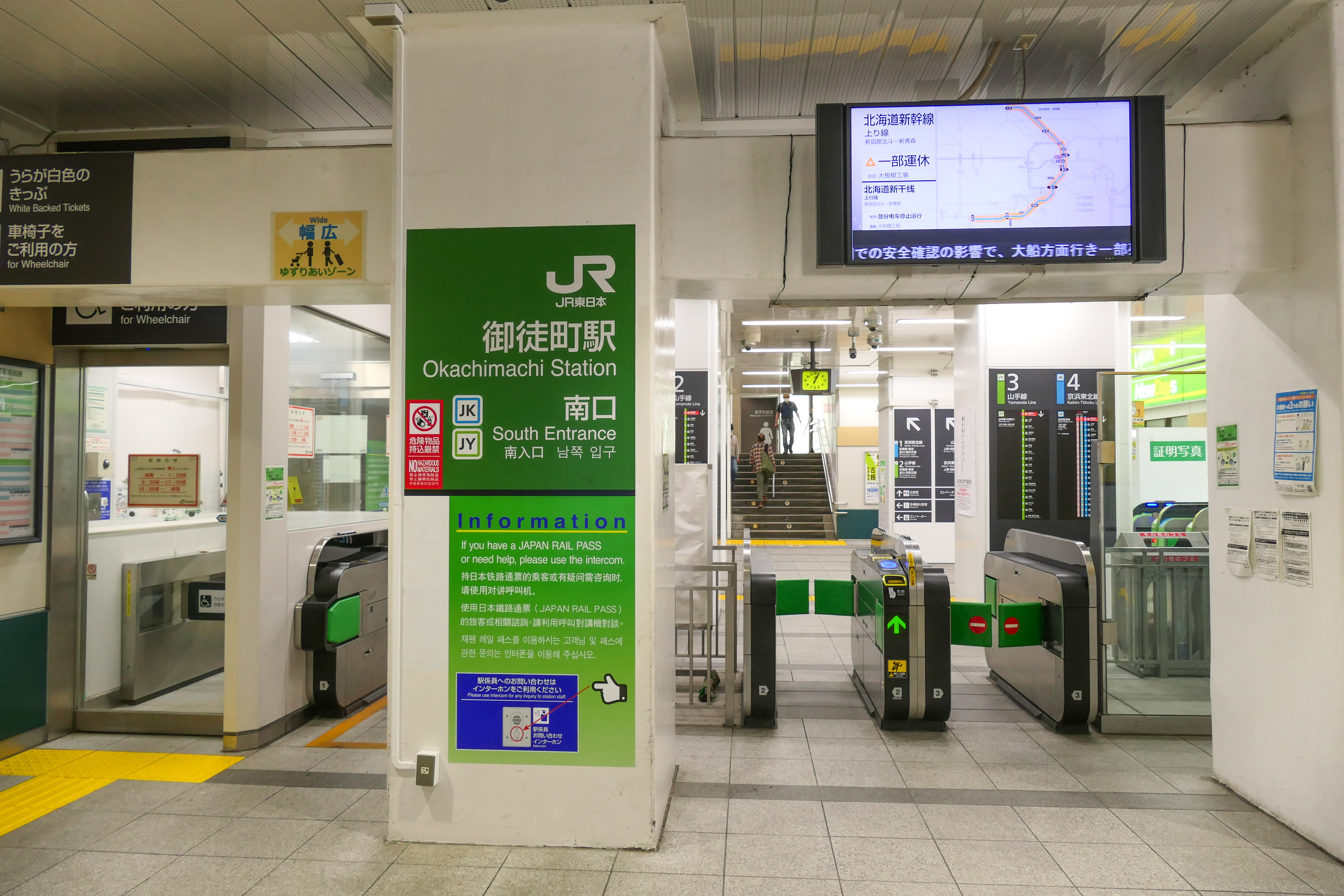
南驗票口（2021年6月）
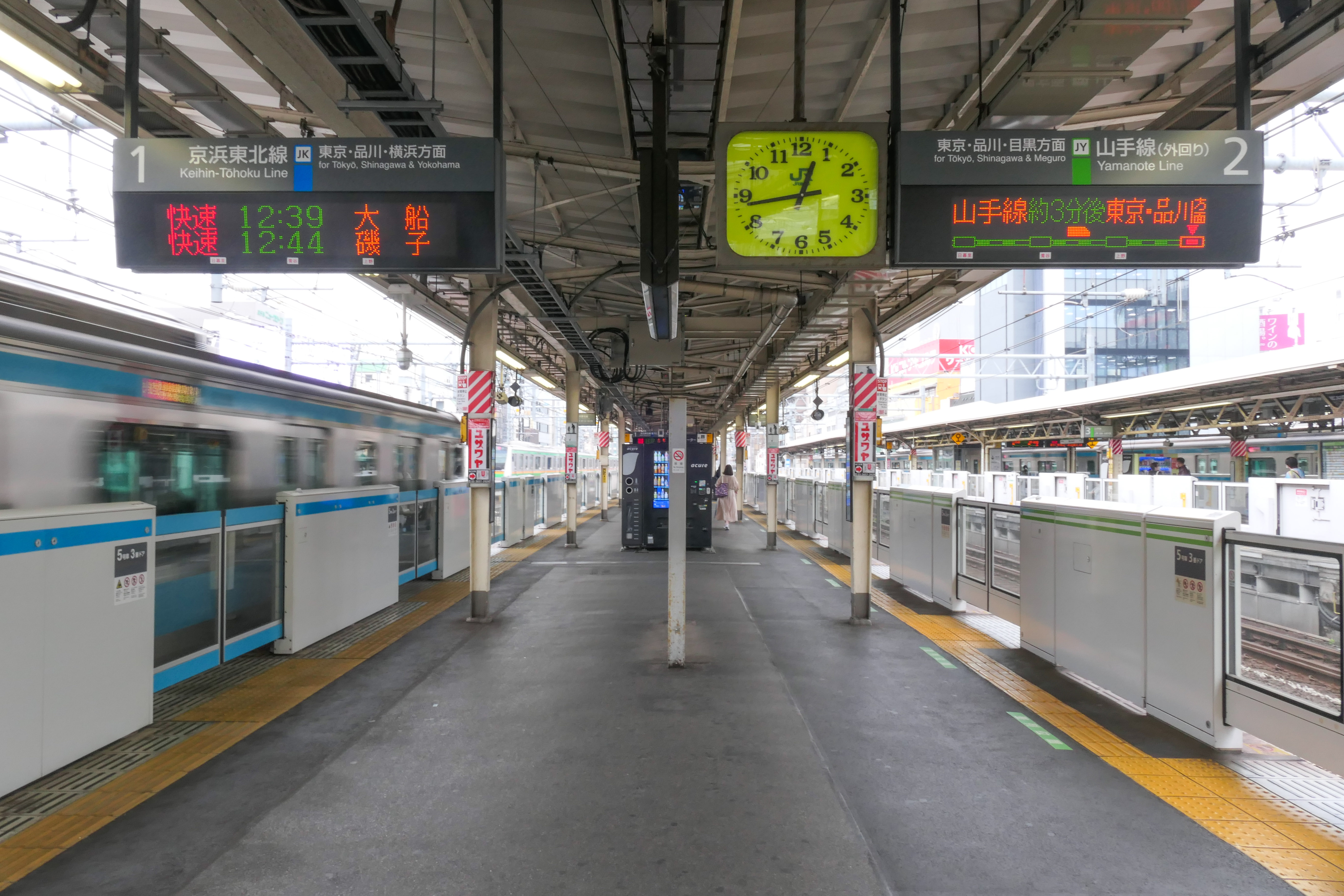
1號與2號月台（2021年6月）
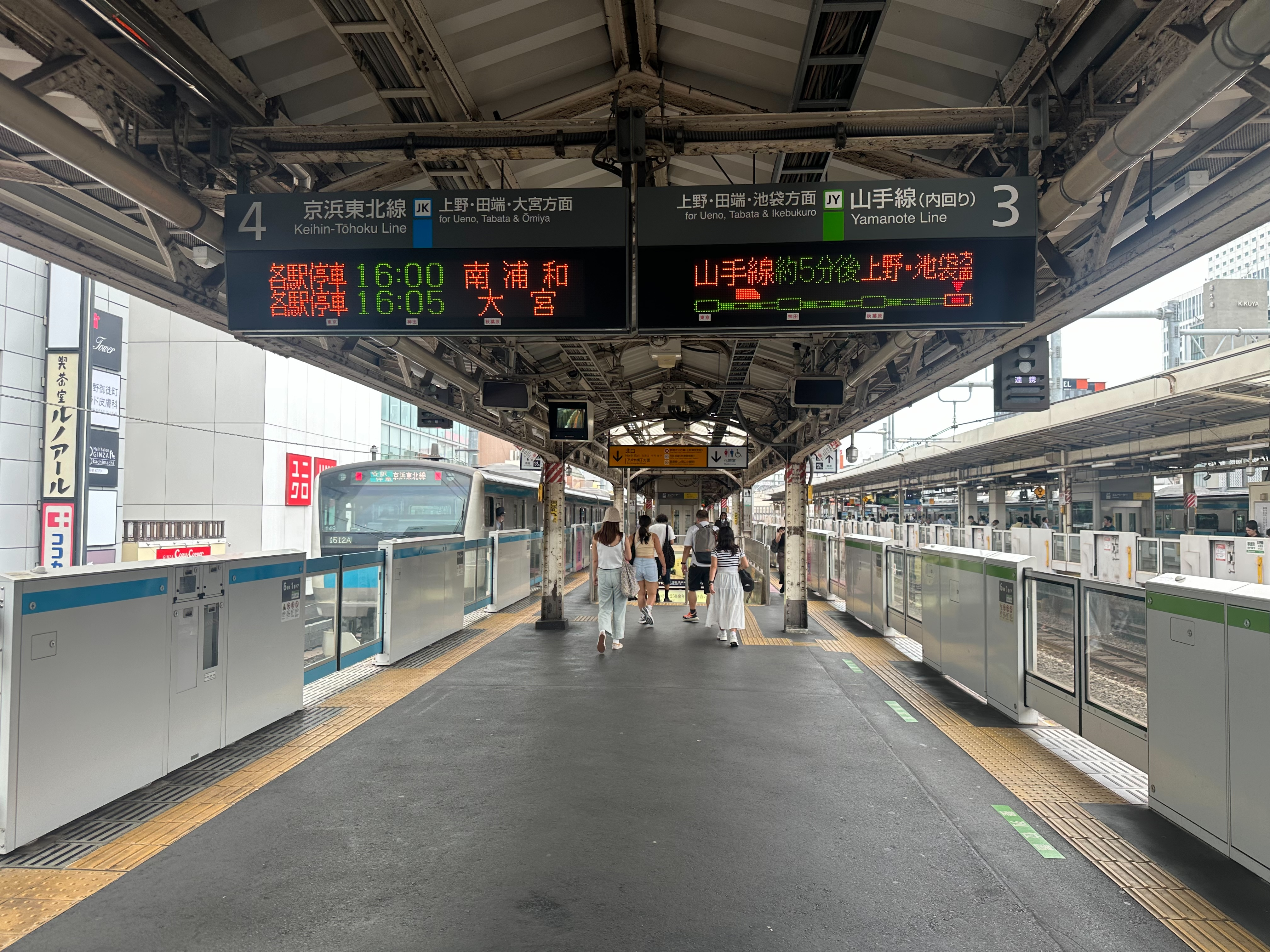
3號與4號月台（2024年7月）

## 利用狀況
2019年（令和元年）度1日平均上車人次為69,666人。JR東日本管內車站第65位。1993年度達到頂峰後逐漸減少。
近年推移如下表。
| 年度               | 1日平均 上車人次 | 來源     |
| ------------------ | ---------------- | -------- |
| 1989年（平成元年） | 88,547           | [ * 1 ]  |
| 1990年（平成02年） | 91,104           | [ * 2 ]  |
| 1991年（平成03年） | 93,424           | [ * 3 ]  |
| 1992年（平成04年） | 93,995           | [ * 4 ]  |
| 1993年（平成05年） | 94,271           | [ * 5 ]  |
| 1994年（平成06年） | 90,375           | [ * 6 ]  |
| 1995年（平成07年） | 88,634           | [ * 7 ]  |
| 1996年（平成08年） | 87,553           | [ * 8 ]  |
| 1997年（平成09年） | 83,792           | [ * 9 ]  |
| 1998年（平成10年） | 81,616           | [ * 10 ] |
| 1999年（平成11年） | 80,752           | [ * 11 ] |
| 2000年（平成12年） | 79,539           | [ * 12 ] |
| 2001年（平成13年） | 80,822           | [ * 13 ] |
| 2002年（平成14年） | 80,253           | [ * 14 ] |
| 2003年（平成15年） | 79,824           | [ * 15 ] |
| 2004年（平成16年） | 78,208           | [ * 16 ] |
| 2005年（平成17年） | 77,011           | [ * 17 ] |
| 2006年（平成18年） | 76,294           | [ * 18 ] |
| 2007年（平成19年） | 75,733           | [ * 19 ] |
| 2008年（平成20年） | 74,094           | [ * 20 ] |
| 2009年（平成21年） | 71,934           | [ * 21 ] |
| 2010年（平成22年） | 69,565           | [ * 22 ] |
| 2011年（平成23年） | 68,402           | [ * 23 ] |
| 2012年（平成24年） | 67,737           | [ * 24 ] |
| 2013年（平成25年） | 67,593           | [ * 25 ] |
| 2014年（平成26年） | 67,502           | [ * 26 ] |
| 2015年（平成27年） | 66,804           | [ * 27 ] |
| 2016年（平成28年） | 66,975           | [ * 28 ] |
| 2017年（平成29年） | 68,750           | [ * 29 ] |
| 2018年（平成30年） | 70,537           | [ * 30 ] |
| 2019年（令和元年） | 69,666           |          |

## 車站周邊
車站北側有春日通。

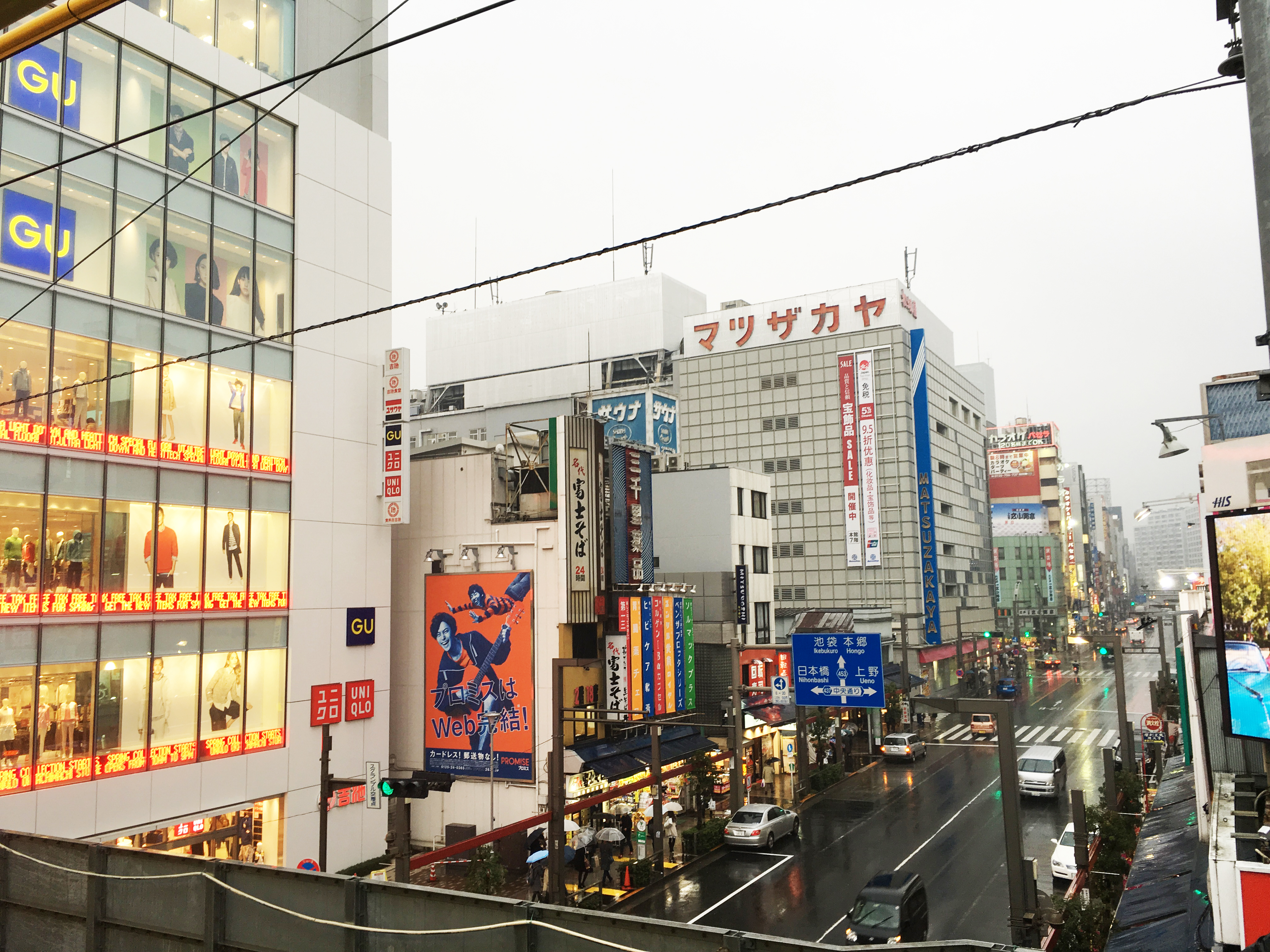
春日通（望向御徒町站西側）（2016年2月20日）

- 北口 - 下谷摩利支天（日语：徳大寺）、湯島天滿宮、台東區役所上野地區中心、上野恩賜公園、不忍池、下町風俗資料館（日语：下町風俗資料館）、舊岩崎家宅邸庭園、鈴本演藝場（日语：鈴本演芸場）、松坂屋上野店、吉池（日语：吉池）、多慶屋（日语：多慶屋）、阿美橫丁、札幌藥妝（日语：サッポロドラッグストアー）上野御徒町店
- 南口 - 松坂屋上野店、上野三郵便局、仲御徒町郵便局、上野黑門郵便局
- 昭和通東側是貴金屬、寶石街。
- 步行至末廣町站（東京地下鐵銀座線）約10分鐘。

從本站步行至A6、A7出入口可轉乘以下路線。但是車內廣播僅提都營大江戶線（因為銀座線、日比谷線在上野站轉乘較近）。
- 東京地下鐵日比谷線 - 仲御徒町站（昭和通地下）
- 都營地下鐵大江戶線 - 上野御徒町站（台東四丁目交差點）
- 東京地下鐵銀座線 - 上野廣小路站（松坂屋上野店附近的中央通地下）

南口松坂屋Park Place 24正面是「熊貓廣場」。其地下有自行車停車場。

## 巴士路線
附近有「御徒町站前」、「御徒町」兩個巴士站。較遠的有「上野廣小路（上野御徒町站前）」、「上野松坂屋前（上野御徒町站前）」巴士站。
御徒町站前
- 都02：往大塚站（經春日站、茗荷谷站）/ 錦糸町站（經藏前站、石原三丁目）

御徒町
- 學01：往上野站（昭和通上）

上野廣小路（上野御徒町站前）
- 學01：往上野站
- 都02：往大塚站（經春日站、茗荷谷站）／錦糸町站前
- 上26：往龜戶站（經根津站、東京晴空塔站）
- 上60：往大塚站（經春日站、白山二丁目）、池袋站東口（平日僅早晨傍晚）
- 上69：往小瀧橋車庫（經春日站、早稻田、高田馬場站）

上69系統在中央通上，其他系統在春日通上。
上野松坂屋前（上野御徒町站前）
- 學01：往東大構內（日语：東京大学本郷地区キャンパス）
- 上23：往平井站（經浅草雷門、押上）
- 草39：往金町站（經東向島廣小路、青戶車庫（日语：都営バス青戸支所），僅平日午間）
- 上46：往南千住站東口／南千住車庫前（經淺草壽町）
- 上58：往早稻田（經動坂下、千石一丁目）
- Sky Hop Bus：往淺草、東京晴空塔（日之丸自動車興業（日语：日の丸自動車興業））
- S-1（観光路線バス）：往東京站丸之內北口（周六日）／錦糸町站（經淺草雷門）

學01系統在春日通上，其他系統在中央通上。

## 相鄰車站
東日本旅客鐵道
 京濱東北線
■快速（平日）
通過
■快速（周末、假期）、■各站停車
秋葉原（JK 28）－御徒町（JK 29）－上野（JK 30）
 山手線
秋葉原（JY 03）－御徒町（JY 04）－上野（JY 05）

### 利用狀況
1. ↑  .   [2017-11-09]. （原始内容存档于2016-04-01）.

JR東日本1999年度以後的上車人次
1. ↑  各駅の乗車人員（1999年度） （页面存档备份，存于） - JR東日本
2. ↑  各駅の乗車人員（2000年度） （页面存档备份，存于） - JR東日本
3. ↑  各駅の乗車人員（2001年度） （页面存档备份，存于） - JR東日本
4. ↑  各駅の乗車人員（2002年度） （页面存档备份，存于） - JR東日本
5. ↑  各駅の乗車人員（2003年度） （页面存档备份，存于） - JR東日本
6. ↑  各駅の乗車人員（2004年度） （页面存档备份，存于） - JR東日本
7. ↑  各駅の乗車人員（2005年度） （页面存档备份，存于） - JR東日本
8. ↑  各駅の乗車人員（2006年度） （页面存档备份，存于） - JR東日本
9. ↑  各駅の乗車人員（2007年度） （页面存档备份，存于） - JR東日本
10. ↑  各駅の乗車人員（2008年度） （页面存档备份，存于） - JR東日本
11. ↑  各駅の乗車人員（2009年度） （页面存档备份，存于） - JR東日本
12. ↑  各駅の乗車人員（2010年度） （页面存档备份，存于） - JR東日本
13. ↑  各駅の乗車人員（2011年度） （页面存档备份，存于） - JR東日本
14. ↑  各駅の乗車人員（2012年度） （页面存档备份，存于） - JR東日本
15. ↑  各駅の乗車人員（2013年度） （页面存档备份，存于） - JR東日本
16. ↑  各駅の乗車人員（2014年度） （页面存档备份，存于） - JR東日本
17. ↑  各駅の乗車人員（2015年度） （页面存档备份，存于） - JR東日本
18. ↑  各駅の乗車人員（2016年度） （页面存档备份，存于） - JR東日本
19. ↑  各駅の乗車人員（2017年度） （页面存档备份，存于） - JR東日本
20. ↑  各駅の乗車人員（2018年度） （页面存档备份，存于） - JR東日本
21. ↑  各駅の乗車人員（2019年度） （页面存档备份，存于） - JR東日本

東京都統計年鑑
1. ↑  .   [2017-11-09]. （原始内容存档于2016-03-05）.
2. ↑  .   [2017-11-09]. （原始内容存档于2016-03-05）.
3. ↑  .   [2017-11-09]. （原始内容存档于2016-03-05）.
4. ↑  .   [2017-11-09]. （原始内容存档于2013-08-15）.
5. ↑  .   [2017-11-09]. （原始内容存档于2013-02-03）.
6. ↑  .   [2017-11-09]. （原始内容存档于2013-02-03）.
7. ↑  .   [2017-11-09]. （原始内容存档于2013-02-03）.
8. ↑  .   [2017-11-09]. （原始内容存档于2013-02-03）.
9. ↑  .   [2017-11-09]. （原始内容存档于2016-03-04）.
10. ↑  東京都統計年鑑（平成10年）PDF
11. ↑  東京都統計年鑑（平成11年）PDF
12. ↑  .   [2017-11-09]. （原始内容存档于2016-03-04）.
13. ↑  .   [2017-11-09]. （原始内容存档于2016-03-04）.
14. ↑  東京都統計年鑑（平成14年）[永久]
15. ↑  .   [2018-10-20]. （原始内容存档于2017-07-29）.
16. ↑  .   [2018-10-20]. （原始内容存档于2017-07-29）.
17. ↑  .   [2018-10-20]. （原始内容存档于2017-07-29）.
18. ↑  .   [2018-10-20]. （原始内容存档于2017-07-29）.
19. ↑  .   [2018-10-20]. （原始内容存档于2017-07-29）.
20. ↑  .   [2018-10-20]. （原始内容存档于2017-07-29）.
21. ↑  .   [2017-11-09]. （原始内容存档于2016-03-26）.
22. ↑  .   [2017-11-09]. （原始内容存档于2016-03-27）.
23. ↑  .   [2017-11-09]. （原始内容存档于2016-03-25）.
24. ↑  .   [2017-11-09]. （原始内容存档于2016-03-27）.
25. ↑  .   [2018-10-20]. （原始内容存档于2016-03-22）.
26. ↑  .   [2017-11-09]. （原始内容存档于2017-07-30）.
27. ↑  .   [2017-11-09]. （原始内容存档于2018-11-09）.
28. ↑  .   [2018-10-20]. （原始内容存档于2019-05-02）.
29. ↑  .   [2020-07-27]. （原始内容存档于2019-12-03）.
30. ↑  .   [2020-07-27]. （原始内容存档于2020-08-04）.

## 外部連結
- 車站資訊（御徒町）：東日本旅客鐵道